# Something Wild (1961)
Something Wild ofwel Something Wild in the City is een zwart-wit-speelfilm uit 1961, geregisseerd door Jack Garfein. Hoofdrolspelers waren Ralph Meeker en Carroll Baker; de laatste was toen de vrouw van Garfein.
De film is gebaseerd op een boek van Alex Karmel ging in tegen de Hollywood-conventies door enig naakt te tonen, maar ook een verkrachtingsscène. De film is voornamelijk in New York opgenomen. Directeur fotografie was Eugen Schüfftan, die een jaar later een Academy Award kreeg voor The Hustler. De film werd uitgebracht buiten de grote filmmaatschappijen om.

## Verhaal
Mary Ann Robinson is een studente te New York. Op haar weg door een park naar huis wordt zij verkracht. Ze probeert dat weg te wassen en verbrandt haar kleren. Ze houdt de verkrachting stil. Ze probeert haar leven weer op te pakken, maar wordt steeds aan deze misdaad herinnerd. Als ze een keer flauwvalt wordt ze door de politie thuisgebracht, waarop de familie ontsteld is.
De herinnering blijkt zo sterk dat ze stopt met studeren. Ze gaat werken, maar blaft haar collegae af. Ze komt terecht bij een schimmige kamerverhuurder. Een huisgenoot, gespeeld door Jean Stapleton, wordt ook weggewimpeld als ze een toenaderingspoging wil doen.
Uiteindelijk ziet Mary Ann het niet meer zitten en bij een wandeling over Manhattan Bridge wil ze zelfmoord plegen door van de brug te springen. Zij wordt gered door
Mike, een mecanicien. Deze lijkt eerst een vriend te zijn, maar blijkt later een wolf in schaapskleren. Hij houdt haar binnenshuis, alhoewel zij weg wil en niets met hem te maken wil hebben. Als ze een keer weet te ontsnappen omdat Mike de deur open laat staan komt ze in Central Park en ziet daar hoe goed haar leven eigenlijk is. Ze gaat terug naar Mike en trouwt met hem tegen de wil van haar familie.

## Rolverdeling
| Acteur          | Personage            |
| --------------- | -------------------- |
| Carroll Baker   | Mary Ann Robinson    |
| Ralph Meeker    | Mike                 |
| Mildred Dunnock | Mrs. Gates           |
| Jean Stapleton  | Shirley Johnson      |
| Doris Roberts   | Mary Ann's co-worker |
| Clifton James   | Detective Bogart     |
| George L. Smith | Store Manager        |

## Filmmuziek
In eerste instantie had Garfein Morton Feldman opdracht gegeven de muziek te schrijven. Echter bij de eerste bespreking werd de verbinding verbroken, de muziek was in het geheel niet wat Garfein zocht. Daarop werd Aaron Copland ingeschakeld, die muziek schreef die wel naar de zin was van de regisseur. Later bewerkte Copland de muziek tot Music for a Great City. De originele filmmuziek kwam in 2003 op compact disc uit. Even later volgde ook het stukje muziek dat Feldman componeerde.

## Ontvangst
De ontvangst was wisselend. Jonas Mekas in Film Quarterly vond de film "most interesting American film of the quarter; it may become the most underestimated film of the year". Bosley Crowther van de New York Times vond de film "quite exhausting to sit through that ordeal in the apartment." en "it is not too satisfying, because it isn't quite credible and the symbolic meaning (if there is one) is beyond our grasp."
Het werd geen commercieel succes en het werd de laatste film van Garfein als regisseur.
Anno 2008 is de film noch op video noch op dvd verschenen.